# Rie Usui
Rie Usui (臼井 理恵 Usui Rie?,  nacido el 28 de diciembre de 1989 en Tokio) es una futbolista japonesa que jugaba como defensa.
En 2014, Usui jugó 6 veces para la selección femenina de fútbol de Japón. Usui fue elegida para integrar la selección nacional de Japón para los Fútbol en los Juegos Asiáticos de 2014.

## Trayectoria

### Clubes
| Club                              | País  | Año         |
| --------------------------------- | ----- | ----------- |
| Sfida Setagaya FC                 | Japón | 2013        |
| Urawa Reds                        | Japón | 2014 - 2016 |
| Nojima Stella Kanagawa Sagamihara | Japón | 2017 -      |

### Selección nacional
| Selección | País  | Año  |
| --------- | ----- | ---- |
| Absoluta  | Japón | 2014 |

## Estadística de equipo nacional
| Selección femenina de fútbol de Japón | Selección femenina de fútbol de Japón | Selección femenina de fútbol de Japón |
| Año                                   | Partidos                              | Goles                                 |
| ------------------------------------- | ------------------------------------- | ------------------------------------- |
| 2014                                  | 6                                     | 0                                     |
| Total                                 | 6                                     | 0                                     |